# ノースコット (小惑星)
ノースコット (3670 Northcott) は小惑星帯に位置する小惑星。ローウェル天文台のエドワード・ボーエルが発見した。
カナダの女性天文学者で、デイビッド・ダンラップ天文台で視線速度の観測を行い、カナダの天文学会誌Observer's Handbook of the Royal Astronomical Society of Canadaの編集長を務めたルース・ノースコット（Ruth Josephine Northcott 、1913年 - 1969年）に因んで命名された。